# Karlheinz Gaffkus

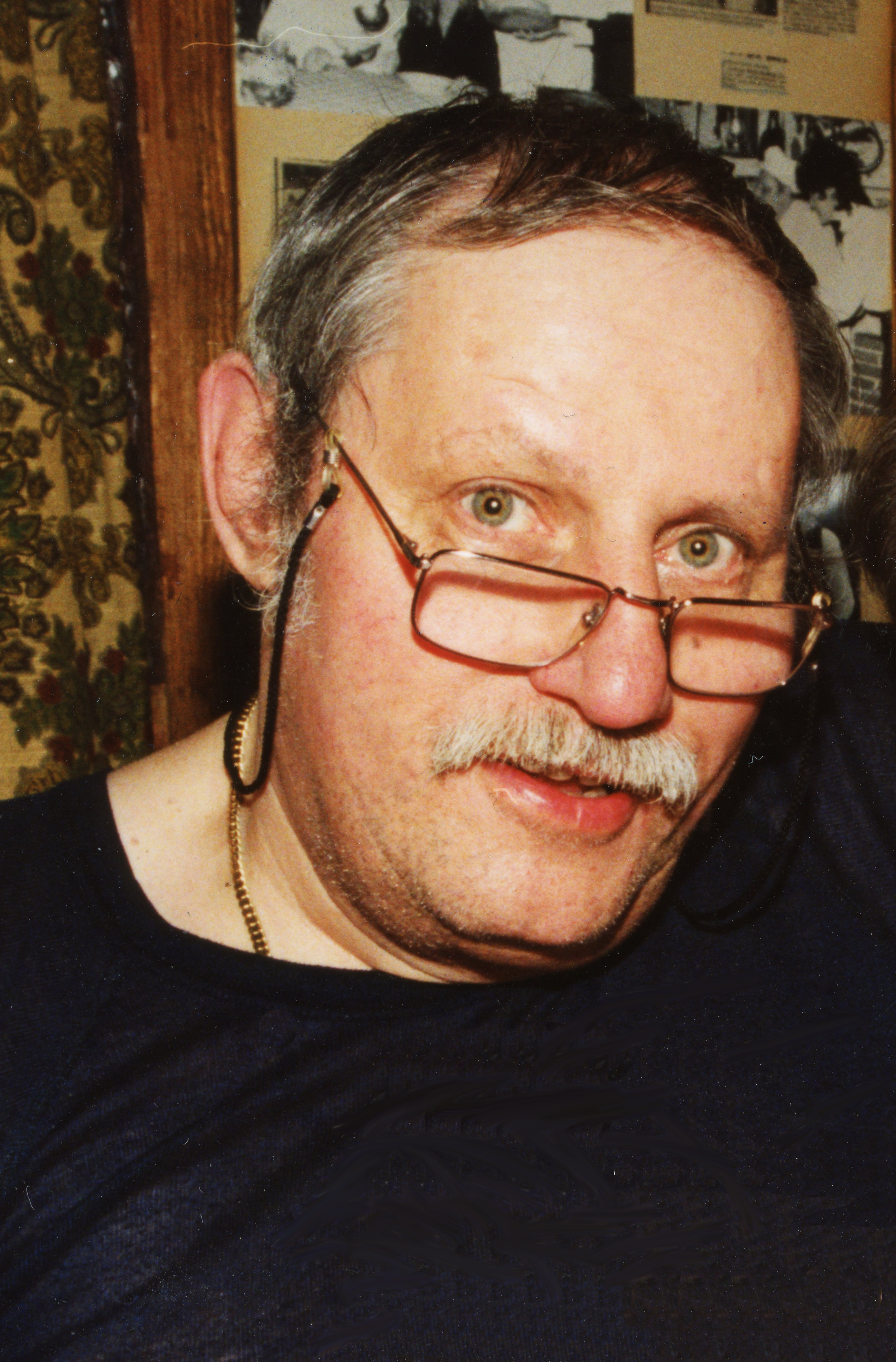
Karlheinz Gaffkus

Karlheinz „Kalle“ Gaffkus (* 21. März 1933 in Berlin; † 24. März 2018 in Ruhpolding) war ein deutscher Tänzer, Schauspieler und Aufnahmeleiter.

## Leben
Karlheinz Gaffkus aus Berlin-Kreuzberg absolvierte zunächst eine Lehre als Schlosser und Kunstschmied. Trotz seiner beachtlichen Körperfülle arbeitete er später als Profitänzer und trat unter anderem in der „Badewanne“, einem bekannten Berliner Jazzlokal auf. Von 1953 bis 1956 viermal deutscher Meister im Rock ’n’ Roll, gilt Gaffkus zudem als einziger deutscher Rock-’n’-Roll-Weltmeister. 1956 erhielt er in dem von Georg Tressler inszenierten Kinofilm Die Halbstarken die Rolle des Kudde. Während der Dreharbeiten lernte er die Hauptdarstellerin Karin Baal kennen, die er 1960 heiratete. Aus der Ehe, die schon 1961 wieder geschieden wurde, ging Sohn Thomas hervor. Gaffkus, der zeitweise auch als Aufnahmeleiter tätig war, erhielt in der Folgezeit weitere kleine Rollen in Filmen wie Vertauschtes Leben und Immer wenn es Nacht wird (beide 1961). 1972 eröffnete er die Gaststätte „Bei Kalle“ am S-Bahnhof Berlin-Schlachtensee, die sich bald zu einem beliebten Treffpunkt der Berliner Prominenz entwickelte. Ende 2000 verpachtete er das Lokal und zog mit seiner Frau Astrid nach Ruhpolding, wo er 2018 verstarb.

## Filmografie
als Darsteller
- 1956: Die Halbstarken
- 1961: Vertauschtes Leben
- 1961: Immer wenn es Nacht wird
- 1978: Ein Mann will nach oben
- 1979: Derrick - Folge: Ein Kongreß in Berlin
- 1996: Praxis Bülowbogen – Folge: Fragen ans Leben

als Aufnahmeleiter
- 1960: Der letzte Zeuge
- 1960: Die junge Sünderin